# Киров (Адыгея)
Киров (тат. Карагач) — хутор в Шовгеновском муниципальном районе Республики Адыгея.
Входит в Хакуринохабльское сельское поселение. Действует Татарское культурно-просветительское общество «Дуслык» («Дружба»).

## История
В начале XX в. на территории нынешнего хутора Кирова располагалось хозяйство помещика Харинова из станицы Темиргоевской. В 1914 г. возникает кочевка Хаджимука Хапачева недалеко от хозяйства Харинова. Сюда стали съезжаться татары, жившие до этого в адыгейских аулах. Первые поселенцы татар на этом месте появились в 1929—1930 годы. В 1933 г. 45 татарских семей выселились из аула Хатажукая и присоединились к первым поселенцам, образовав свой хутор под названием «Нацмен». В 1935 г. хутор был назван в честь С.М. Кирова.

## Население
| 2002 | 2010 | 2013 | 2014 | 2015 | 2016 | 2017 |
| ---- | ---- | ---- | ---- | ---- | ---- | ---- |
| 134  | ↘117 | ↘108 | ↘104 | ↗107 | ↘104 | ↘102 |
| 2018 | 2019 | 2020 | 2021 | 2023 | 2024 |      |
| ↘100 | ↘98  | ↘93  | ↗131 | ↘124 | ↘117 |      |

Жители в основном татары (58 %) и русские (34 %) (2002).

По данным Всероссийской переписи населения 2021 года:
| Народ   | Численность, чел. | Доля от всего населения, % |
| ------- | ----------------- | -------------------------- |
| русские | 64                | 48,85 %                    |
| татары  | 56                | 42,75 %                    |
| адыги   | 5                 | 3,82 %                     |
| армяне  | 4                 | 3,05 %                     |
| другие  | 2                 | 1,53 %                     |
| всего   | 131               | 100,0 %                    |

## Улицы
- Лесная
- Маяковского
- Паромная